# Mary Zophres
Mary Zophres (Fort Lauderdale, 23 de marzo de 1964) es una diseñadora de vestuario estadounidense que ha trabajado en la industria del cine desde 1989. Fue nominada al Oscar al mejor diseño de vestuario por True Grit (2010), La La Land (2016) y La balada de Buster Scruggs (2018). También fue nominada al BAFTA al mejor diseño de vestuario por Atrápame si puedes (2002), True Grit, La La Land y La balada de Buster Scruggs.

## Vida y carrera
Zophres nació en Fort Lauderdale (Florida). Su padre era un inmigrante griego proveniente de Ioánina. Después de trabajar por un tiempo en la tienda de ropa de sus padres, asistió al Vassar College en Poughkeepsie (Nueva York), donde se graduó con un título en historia del arte y arte de estudio. Posteriormente permaneció en Nueva York, dedicándose a empleos como camarera y vendedora para pagar el alquiler, mientras realizaba trabajos y pasantías gratis con la intención de triunfar en el mundo del cine. Durante esa época hizo algunos trabajos para referentes de la industria de la moda como diseñadora Norma Kamali o la compañía Esprit Holdings.
Su carrera en el cine comenzó cuando su mejor amiga, que trabajaba como contadora en la película Nacido el 4 de julio (1989) de Oliver Stone, la ayudó a conseguir un puesto como asistente de producción en el departamento de vestuario, trabajando con la diseñadora de vestuario Judy Ruskin. A continuación Ruskin la contrató como su asistente para trabajar en Young Guns II (1990) y City Slickers (1991). Más tarde, el diseñador Richard Hornung la contrató como asistente de producción para Barton Fink (1991) y The Hudsucker Proxy (1994) de los hermanos Coen. Cuando una enfermedad impidió que Hornung pudiese trabajar en Fargo (1996) de los Coen, Zophres tomó su lugar, y continuó trabajando junto a ellos en sus siguientes películas. Su primer trabajo como diseñadora de vestuario principal fue en PCU (1994), un trabajo que Ruskin había rechazado sin antes haber sugerido a su antigua asistente. «Entonces después de PCU conseguí otro trabajo, y otro, y desde entonces no he dejado de diseñar», recordó Zophres.

## Filmografía

### Diseñadora de vestuario
- PCU (1994)
- Dumb and Dumber (1994)
- Bushwhacked (1995)
- Fargo (1996)
- Kingpin (1996)
- The Last of the High Kings (1996)
- Digging to China (1997)
- Playing God (1997)
- The Big Lebowski (1998)
- God Said, 'Ha!' (1998)
- Paulie (1998)
- There's Something About Mary (1998)
- Where's Marlowe? (1998)
- Thick as Thieves (1999)
- Any Given Sunday (1999)
- O Brother, Where Art Thou? (2000)
- The Man Who Wasn't There (2001)
- Ghost World (2001)
- Moonlight Mile (2001)
- Atrápame si puedes (2002)
- View from the Top (2002)
- Intolerable Cruelty (2003)
- The Ladykillers (2004)
- La terminal (2004)
- Bewitched (2005)
- Smokin' Aces (2006)
- No Country for Old Men (2007)
- Leones por corderos (2007)
- Indiana Jones y el reino de la calavera de cristal (2008)
- Burn After Reading (2008)
- A Serious Man (2009)
- Iron Man 2 (2010)
- True Grit (2010)
- Cowboys & Aliens (2011)
- People Like Us (2012)
- Gangster Squad (2013)
- Inside Llewyn Davis (2013)
- Interstellar (2014)
- Hail, Caesar! (2016)
- La La Land (2017)
- Battle of the Sexes (2017)
- First Man (2018)
- La balada de Buster Scruggs (2018)

### Diseñadora de vestuario asistente
- Natural Born Killers (1994)
- The Hudsucker Proxy (1994)
- This Boy's Life (1993)
- Jennifer 8 (1992)
- Man Trouble (1992)
- City Slickers (1991)
- Nacido el cuatro de julio (diseñadora de vestuario asistente de extras) (1989)

## Premios y reconocimientos
Premios Óscar
| Año  | Categoría                 | Película                    | Resultado |
| ---- | ------------------------- | --------------------------- | --------- |
| 2011 | Mejor diseño de vestuario | True Grit                   | Nominada  |
| 2017 | Mejor diseño de vestuario | La La Land                  | Nominada  |
| 2019 | Mejor diseño de vestuario | La balada de Buster Scruggs | Nominada  |